# Estnisches Straßenmuseum

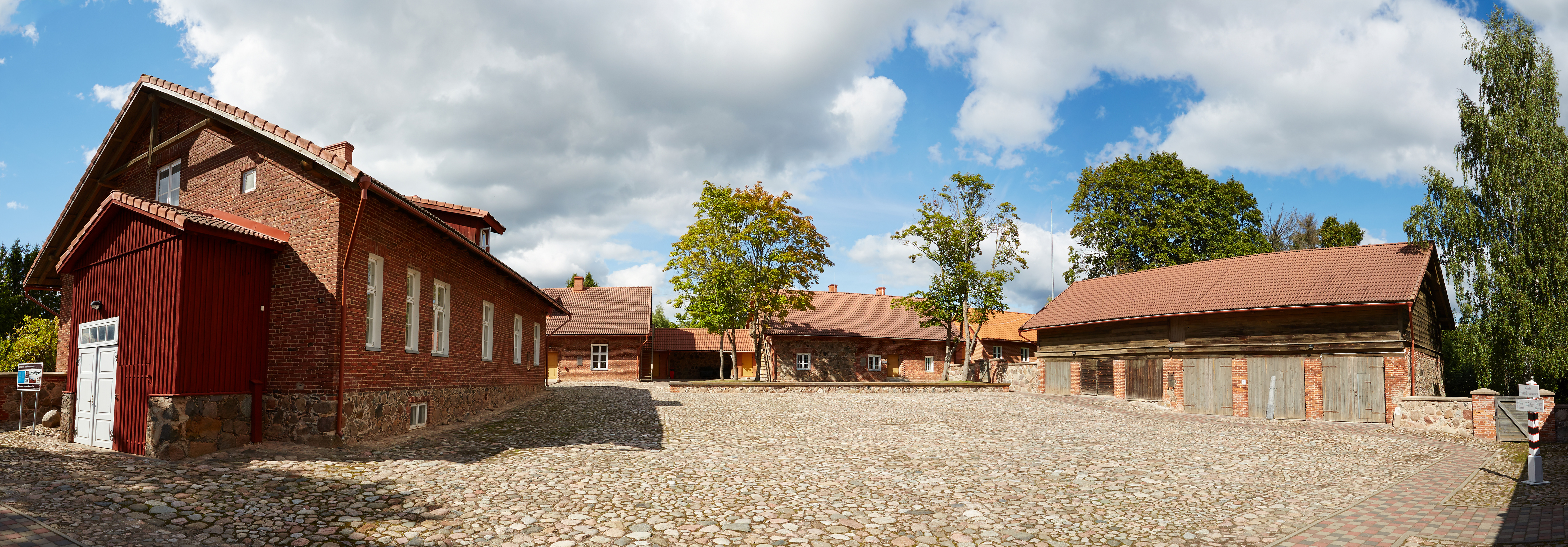
Ein Teil der Gebäude

Das Estnische Straßenmuseum (estnisch Eesti Maanteemuuseum) befindet sich im Historischen Postgebäude in Varbuse im Südosten Estlands; es ist eine strukturelle Einheit der Straßenverwaltung, die im Verwaltungsbereich des Ministeriums für Wirtschaft und Kommunikation tätig ist.
Das Museum wurde 2005 für Besucher geöffnet und soll die Geschichte des estnischen Straßenbaus sammeln, bewahren, erforschen und vorstellen. Die Sammlung im Estnischen Straßenmuseum umfasst auch die größte Sammlung von Straßenbaumaschinen in Osteuropa.